# 태양 플레어

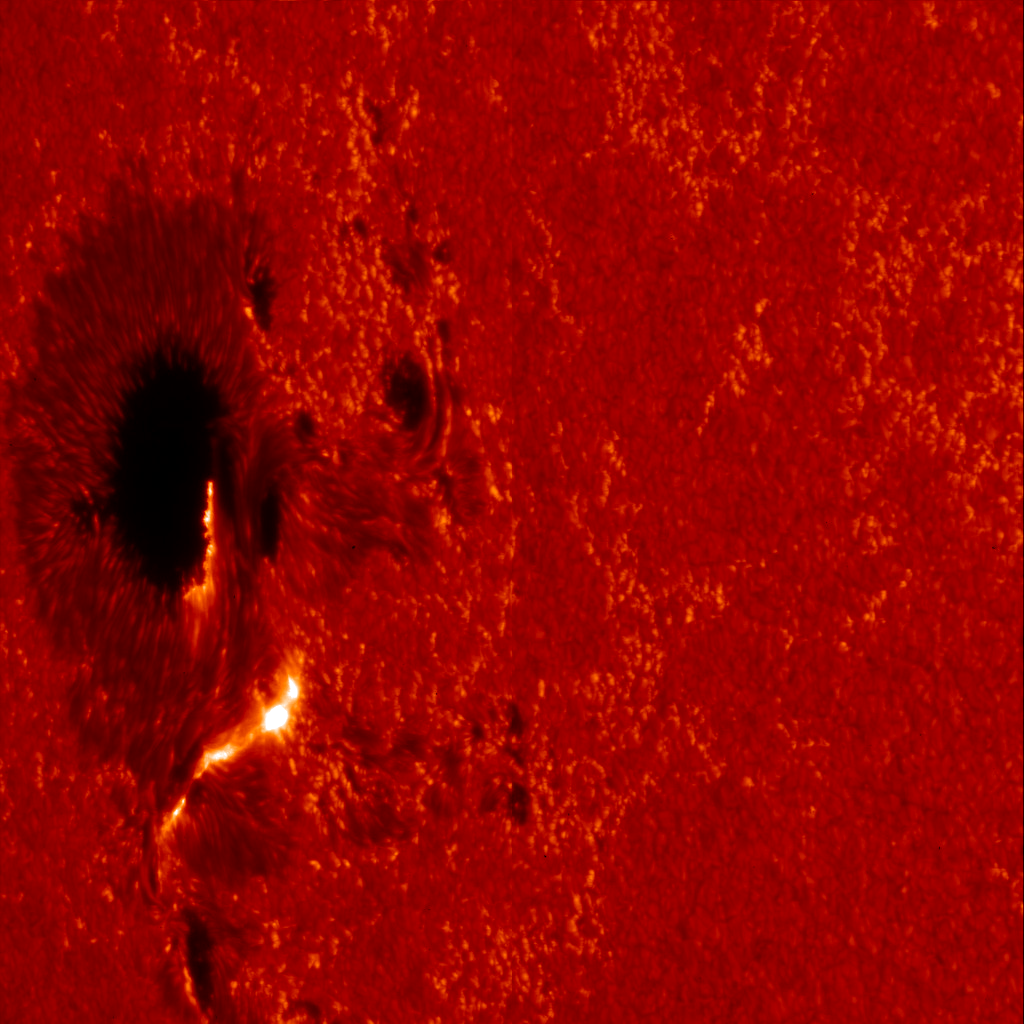
인공위성 히노데가 G-밴드 영역에서 관측한 태양플레어. 흑점 남쪽에 길게 리본처럼 뻗어 있는 두 줄기 밝은 구조 형태로 보인다.

태양 플레어(solar flare)는 태양 대기에서 발생하는, 수소폭탄 수천만 개에 해당하는 격렬한 폭발이다. 태양플레어는 태양 코로나와 채층에서 발생하며, 플라스마를 수천만 켈빈까지 가열하며, 전자, 양성자 및 무거운 이온을 광속에 가깝게 가속한다. 긴 파장의 라디오 주파수로부터 짧은 파장의 감마선에 이르기까지, 모든 파장의 전자기스펙트럼을 넘나드는 전자기복사를 만들어 낸다. 일반적으로 태양플레어는 자기에너지가 자기 재결합을 통해서 입자의 운동에너지 및 복사에너지로 전환되는 현상으로 생각된다. 대부분의 태양플레어는 밀집된 자기장이 태양 표면으로부터 코로나로 빠져나오는 곳인 태양흑점 주변에서 일어난다. 태양플레어의 에너지는 수 시간 혹은 여러 날에 걸쳐서 형성되지만, 수 분 정도의 짧은 시간에 방출된다.
태양플레어는 1859년 영국의 천문학자 리처드 캐링턴이 처음 관측했다. 항성플레어 역시 여러 다른 별에서 관측되었다.
태양플레어는, 태양의 활동기에는 하루에 몇 번도 일어나기도 하며, 태양의 비활동기에는 주 당 한 번도 일어나지 않기도 한다. 태양 활동은 11년을 주기로 변하며, 이를 태양주기라고 한다. 주기의 최고점에서는 더 많은 수의 태양흑점이 존재하고, 이는 더 많은 태양플레어를 야기한다.

## 태양플레어의 분류
태양플레어는 지구근처의 GOES 위성에서 측정한 1-8 옹스트롬 X선의 최대 플럭스(즉, 단위 면적당 와트, W/m2)에 따라 A, B, C, M, X 등급으로 구분짓는다. 각 등급은 이전 등급에 비해 최대 플럭스가 10배 정도 차이나며, 최고 등급인 X 등급의 경우 최대 플럭스가 10-4 W/m2 단위이다. 하나의 등급에는 선형 단위로 1에서 9까지의 세부 등급이 존재한다. 즉, X2 태양플레어는 X1에 비해 2배가 강하며, M5에 비해 4배가 강하다. 상대적으로 강한 M 및 X 등급의 경우는 지구 근처의 우주기상에 영향을 준다.
GOES 분류에 따르는 두 개의 큰 태양플레어는 1989년 8월 16일과 2001년 4월 2일 발생한 X20 (2 mW/m2) 등급이다. 하지만, 이 기록은 2003년 11월 4일 역사상 최대로 기록된 X선 방출에 의해 뒤집어지게 되었다. 이 때의 태양플레어는 원래는 X28 (2.8 mW/m2) 등급으로 분류되었었다. 하지만, 이 기록은 GOES 위성의 검출기가 판독할 수 있는 최대 수치였으며, 현재는 X40 (4.0 mW/m2)과 X45 (4.5 mW/m2) 사이쯤이었지 않을까 추측하고 있다. 이 근거는 지구 대기의 여러 영향에 기반한 것이다(여기 보관됨 2008-06-11 - 웨이백 머신를 참조하기 바란다). 이 거대한 태양플레어는 플레어 발생 며칠 전부터 관측되었던 태양흑점 10486에서 발생하였다.
지난 500년 동안 가장 강력했던 태양플레어는 1859년 9월에 발생한 것이 아닐까 추측되고 있다. 이는 영국의 천문학자 리처드 캐링턴에 의해 관측되었으며, 그린란드 빙하에서 질산염 및 베릴륨-10의 자국을 남겼는데, 이러한 자국은 현재 그 당시의 강렬함을 짐작하게 해준다.

## 피해
태양플레어 및 코로나질량방출은 지구 주변의 우주 기상에 아주 큰 영향을 미친다. 이러한 현상은 태양풍 및 지구의 자기권 내부에 고에너지 입자의 흐름을 조성하고, 우주선 및 우주인에 방사선 피해를 입힌다. X 등급 플레어의 약한 X선은 상부 대기의 이온화를 증가시키는데, 이는 단파 무선통신에 영향을 미친다. 또한 저궤도 인공 위성을 끌어당겨서 궤도 축소를 야기한다. 자기권의 고에너지 입자는 오로라를 형성한다.
태양플레어는 양성자폭풍이라고 알려진 일련의 고에너지 입자의 흐름을 생성한다. 양성자는 인체를 통과하며, 생화학적인 피해를 입힌다. 대부분의 양성자폭풍은 관측으로부터 지구에 도착하기까지 두시간 이상이 걸린다. 2005년 1월 20일 있었던 태양플레어는 직접적으로 관측된 최고로 집중된 양성자 분출이었으며, 지구에 도달하는 데 단 15분밖에 걸리지 않았다.
태양플레어 및 코로나질량방출에 노출되었을 경우의 방사선 위험은 화성이나 달에 사람이 직접 탐사하러 갈 경우에 특히 중요한 논제 중의 하나이다. 일종의 물리적 혹은 자기적 방어장치가 우주인을 보호하기 위해 필수적이다. 원래는 태양 관측으로부터 대피호로 피난하기까지 적어도 2시간의 시간이 있는 것으로 생각되었으나, 2005년 1월의 관측으로 말미암아 15분밖에 시간이 없는 것으로 밝혀졌다.

## 같이 보기
- 코로나질량방출
- 지자기폭풍